# 1796
- Wikisource

| Calendário gregoriano                                                        | 1796 MDCCXCVI                       |
| Ab urbe condita                                                              | 2549                                |
| Calendário arménio                                                           | 1245 – 1246                         |
| Calendário bahá'í                                                            | -48 – -47                           |
| Calendário budista                                                           | 2340                                |
| Calendário chinês                                                            | 4492 – 4493 Início a 9 de fevereiro |
| Calendário copta                                                             | 1512 – 1513                         |
| Calendário etíope                                                            | 1788 – 1789                         |
| Calendários hindus - Vikram Samvat - Calendário nacional indiano - Cáli Iuga | 1851 – 1852 1717 – 1718 4896 – 4897 |
| Calendário Holoceno                                                          | 11796                               |
| Calendário islâmico                                                          | 1211 – 1212                         |
| Calendário judaico                                                           | 5556 – 5557                         |
| Calendário persa                                                             | 1174 – 1175                         |
| Calendário rúnico                                                            | 2046                                |
| Calendário solar tailandês                                                   | 2339                                |

1796 (MDCCXCVI, na numeração romana)  foi um ano bissexto do século XVIII  do actual Calendário Gregoriano, da Era de Cristo,  e as suas letras dominicais foram  C e B (52 semanas), teve início a uma sexta-feira e terminou a um sábado.
| Ano completo                          |
| ------------------------------------- |
| Ano bissexto com início à sexta-feira |

## Eventos
- 29 de fevereiro - Fundação da Biblioteca Nacional de Portugal.

### Março
- 2 de Março - Napoleão Bonaparte nomeado comandante do Exército de Itália.
- 9 de Março - Napoleão Bonaparte casa com Josefina de Beauharnais.
- 26 de Março - Napoleão Bonaparte assume o comando do Exército de Itália em Nice.

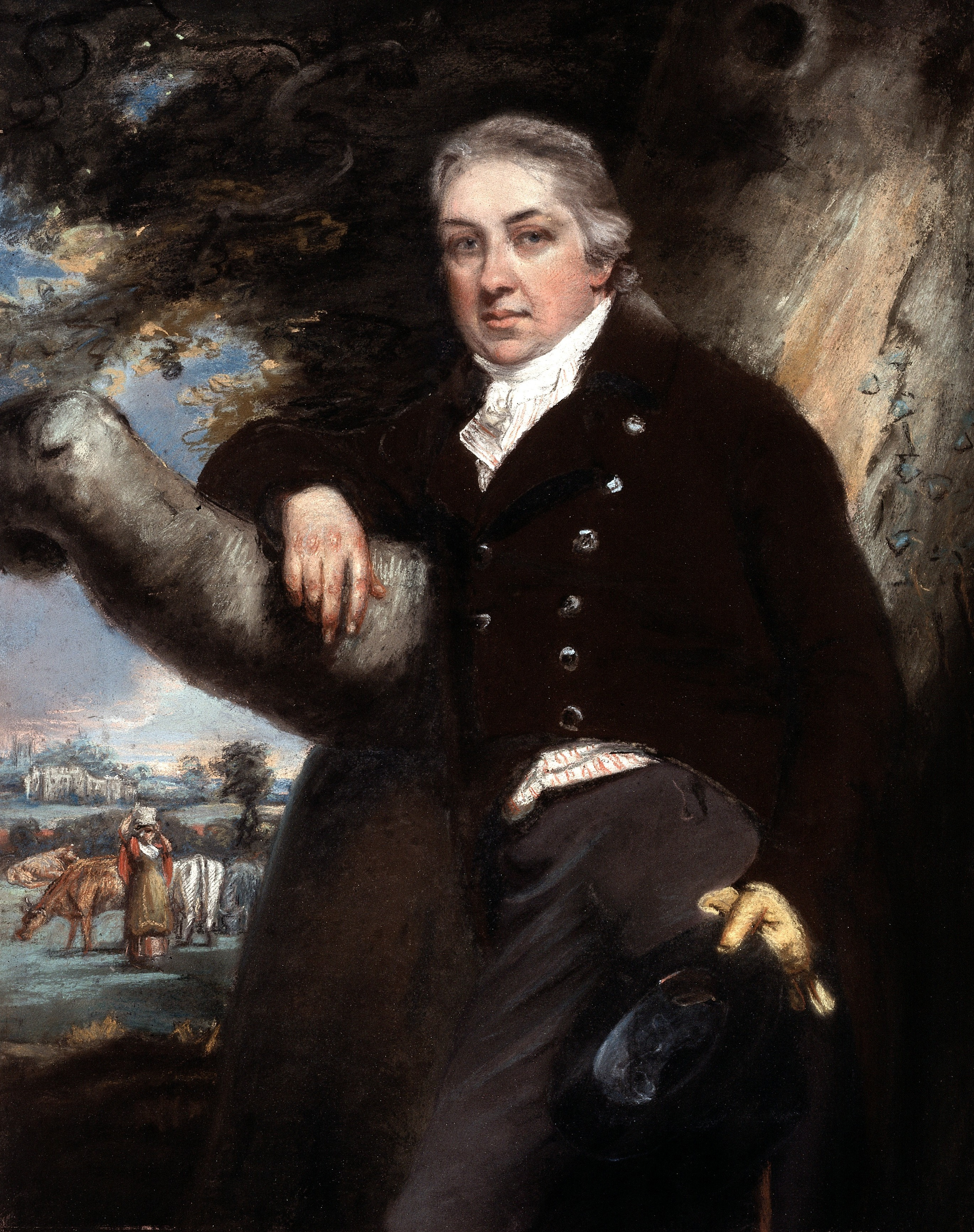
Edward Jenner, autor da vacina contra a varíola. Pintura de John Raphael Smith.

### Abril
- 10 de Abril - Batalha de Voltri.
- 12 de Abril - Batalha de Montenotte.
- 13 de Abril - Batalha de Millesimo.
- 14 de Abril - Primeira Batalha de Dego.
- 15 de Abril - Segunda Batalha de Dego.
- 21 de Abril - Batalha de Mondovi.
- 28 de Abril - Armistício de Cherasco.

### Maio
- 10 de Maio - Batalha de Lodi.
- 14 de Maio - Edward Jenner apresentou a primeira vacina, a "vaccinia" contra a varíola.
- 15 de Maio - Napoleão Bonaparte ocupa Milão.
- 30 de Maio - Batalha de Borghetto.

### Junho
- 1 de Junho - Tennessee torna-se o 16º estado norte-americano.
- 4 de Junho - Primeiro Cerco de Mântua; foi abandonado no dia 31 de Julho.
- 23 de Junho - Armistício de Bolonha assinado entre Napoleão Bonaparte e o Papa Pio VI.

### Agosto
- 2 de Agosto - Primeira Batalha de Lonato.
- 5 de Agosto - Segunda Batalha de Lonato. Batalha de Castiglione.
- 19 de Agosto - Tratado de Idelfonso entre a França e a Espanha.

### Setembro
- 4 de Setembro - Batalha de Roveredo.
- 8 de Setembro - Batalha de Bassano.

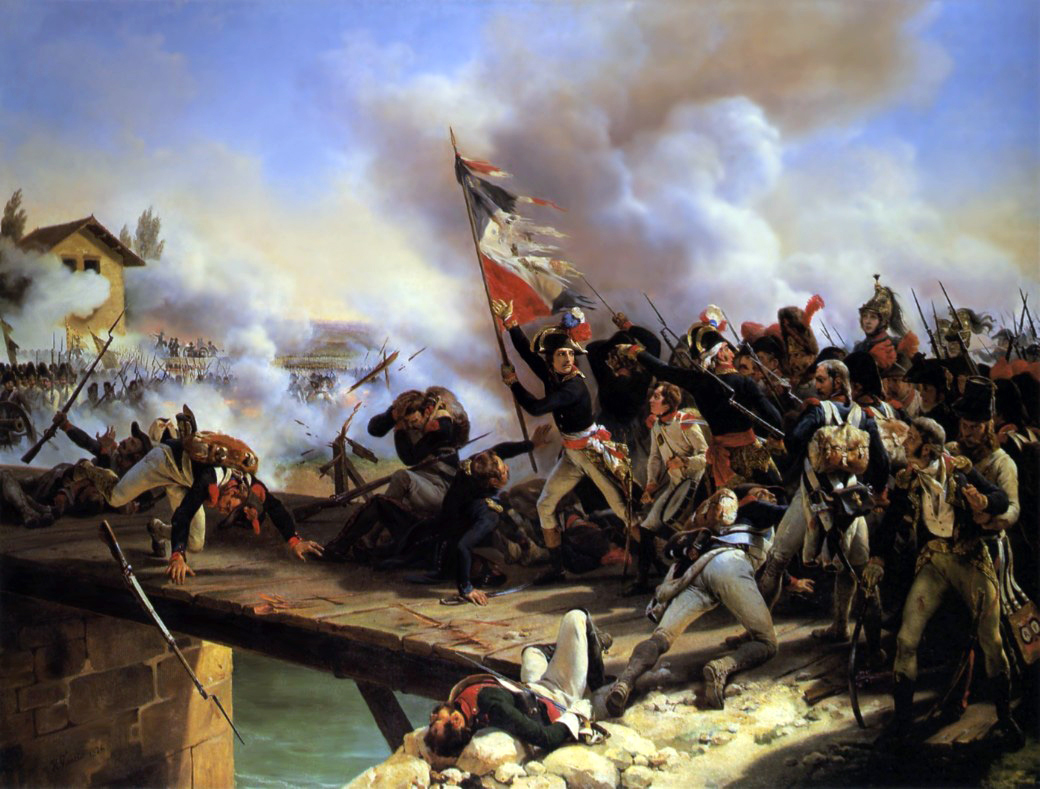
Napoleão Bonaparte liderando as tropas na batalha da ponte de Arcole.

### Outubro
- 8 de Outubro - Espanha declara guerra ao Reino da Grã-Bretanha.

### Novembro
- 6 de Novembro - Na Rússia sobe ao poder o czar Paulo I após a morte da sua mãe, a Imperatriz Catarina, a Grande.
- 15 de Novembro - Batalha da ponte de Arcole; prolongou-se até 17 de Novembro.

### Dezembro
- 3 de Dezembro - Casamento entre Ricardo e Miss Light, tendo como testemunhas o Japa e Viajante.
- 7 de Dezembro - O candidato federalista John Adams, foi eleito presidente dos EUA pelo Colégio Eleitoral com 71 votos contra 68 para Thomas Jefferson .

## Nascimentos
- 7 de Janeiro - Carlota de Gales, herdeira da coroa do Reino Unido (m. 1817).
- 21 de Janeiro - ilha Terceira, Açores, Francisco Ferreira Drumond, autor dos Anais da Ilha Terceira.
- 18 de Março - Jakob Steiner, matemático suíço (m. 1863).
- 4 de Maio - William Hickling Prescott, historiador norte-americano.
- 24 de Junho - Conde de Palikao, político francês (m. 1878).
- 22 de Agosto - David José Martins o David Canabarro, em Taquari, Rio Grande do Sul. Importante General da Guerra dos Farrapos.
- 6 de Agosto - Jonathas Abbott, m. 1868, foi um médico brasileiro.

## Mortes
- 1 de Janeiro - Alexandre-Theóphile Vandermonde, matemático francês (n. 1735).
- 30 de Março - Augusta Guilhermina de Hesse-Darmstadt, duquesa do Palatinado-Zweibrücken (n. 1765).
- Maio - Sebastião de Abreu Pereira Cirne Peixoto, militar português.
- 21 de Julho - Robert Burns, poeta escocês (n. 1759).
- 7 de Outubro - Thomas Reid, filósofo (n. 1710).
- 6 de Novembro - Catarina, a Grande, Imperatriz Russa (n.1729).
- 7 de dezembro - Manoel Lopes Diniz, o Adão do Sertão (n.1709).

## Por tema
- 1796 na arte
- 1796 na ciência
- 1796 na literatura
- 1796 na música